# Resultaten van de talentelling per gemeente van de provincie Luxemburg
De talentelling was een onderdeel van de tienjaarlijkse volkstelling die in België werd gehouden vanaf 1846. Bedoeling van de telling was in het meertalige België na te gaan waar en door hoeveel welke taal en/of talen gesproken werden.
De resultaten van de talentelling en dan vooral deze van Brussel en de taalgrensgemeenten hebben in België een grote rol gespeeld in de afwikkeling van de communautaire conflicten tussen Nederlands- en Franstaligen.
Hieronder staan in tabelvorm de resultaten voor de tellingen van 1846 tot 1947 voor alle gemeenten van de provincie Luxemburg, die bij minstens een van de tellingen meer dan 5.000 inwoners hadden en de arrondissements hoofdplaatsen. De gemeenten zijn gerangschikt per arrondissement waartoe zij bij de laatste telling van 1947 behoorden. Een aantal gemeenten werd nadien bij de wettelijke vastlegging van de taalgrens naar een andere provincie of arrondissement overgeheveld.

## Opmerkingen bij de cijfers
Kinderen tot de leeftijd van twee jaar werden voor de tellingen van 1846 tot en met 1890 opgeteld bij de taal die gesproken werd in het gezin, vanaf de telling van 1900 werden ze opgenomen in de rubriek "geen".
Bij de telling van 1846 werd gevraagd naar de taal die men sprak, waarbij op het modelformulier vier talen gespecificeerd werden, namelijk: "Hollands/Vlaams", "Frans/Waals", "Duits", "Engels". Er was ook een rubriek "Andere Taal" voorzien, zonder verdere verduidelijking. (Het modelformulier was overigens in het Frans opgesteld).
Vanaf de telling van 1866 vroeg men naar de talen die men kende, waarbij men zich beperkte tot Nederlands, Frans en Duits. Naar kennis van het Engels werd niet langer gepeild. Er was wel een rubriek "geen". Vanaf de telling van 1910 werd behalve naar de kennis ook gevraagd welke taal door de ondervraagde uitsluitend of meestal gesproken werd, zonder te specificeren in welke context (huiskring, beroep, openbaar leven).
Bij de berekening van de aandeel % is de groep "geen" buiten beschouwing gelaten.
Voor de resultaten van 1846 zijn de resultaten voor "Engels" en "Andere Taal" niet opgenomen, wegens te onbeduidend.
De Bron van alle resultaten is het Belgisch Staatsblad.

## Arrondissement Aarlen
Gekende talen
|      | Aantal   | Aantal  | Aantal   | Aantal  | Aantal   | Aantal  | Aantal       | Aantal       | Aandeel  | Aandeel | Aandeel  | Aandeel | Aandeel  | Aandeel | Aandeel      |
| Jaar | enkel nl | fr & nl | enkel fr | de & fr | enkel de | de & nl | de & fr & nl | enkel andere | enkel nl | fr & nl | enkel fr | de & fr | enkel de | de & nl | de & fr & nl |
| ---- | -------- | ------- | -------- | ------- | -------- | ------- | ------------ | ------------ | -------- | ------- | -------- | ------- | -------- | ------- | ------------ |
| 1846 | 299      |         | 3.222    |         | 23.186   |         |              |              | 1,1%     |         | 12,1%    |         | 86,8%    |         |              |
| 1866 | 68       | 125     | 3.185    | 5.862   | 18.675   | 23      | 68           | 14           | 0,2%     | 0,4%    | 11,4%    | 20,9%   | 66,7%    | 0,1%    | 0,2%         |
| 1880 | 362      | 161     | 3.809    | 8.874   | 15.485   | 8       | 74           | 53           | 1,3%     | 0,6%    | 13,2%    | 30,8%   | 53,8%    | 0,0%    | 0,3%         |
| 1890 | 7        | 179     | 4.777    | 12.806  | 14.467   | 14      | 320          | 1            | 0,0%     | 0,5%    | 14,7%    | 39,3%   | 44,4%    | 0,0%    | 1,0%         |
| 1900 | 144      | 322     | 6.095    | 18.461  | 9.656    | 11      | 290          | 1.813        | 0,4%     | 0,9%    | 17,4%    | 52,8%   | 27,6%    | 0,0%    | 0,8%         |
| 1910 | 113      | 415     | 7.798    | 19.915  | 10.681   | 7       | 238          | 2.092        | 0,3%     | 1,1%%   | 19,9%    | 50,8%   | 27,3%    | 0,0%    | 0,6%         |
| 1920 | 94       | 404     | 11.275   | 20.148  | 6.550    | 2       | 350          | 1.295        | 0,2%     | 1,0%    | 29,0%    | 51,9%   | 16,9%    | 0,0%    | 0,9%         |
| 1930 | 45       | 430     | 15.667   | 17.845  | 5.478    | 7       | 324          | 1.728        | 0,1%     | 1,1%    | 39,4%    | 44,8%   | 13,8%    | 0,0%    | 0,8%         |
| 1947 | 14       | 665     | 26.791   | 9.373   | 697      | 4       | 1.057        | 1.574        | 0,0%     | 1,7%    | 69,4%    | 24,3%   | 1,8%     | 0,0%    | 2,7%         |

Taal die meestal of uitsluitend gesproken wordt.
|      | Aantal | Aantal | Aantal | Aandeel | Aandeel | Aandeel |
| Jaar | nl     | fr     | de     | nl      | fr      | de      |
| ---- | ------ | ------ | ------ | ------- | ------- | ------- |
| 1910 | 244    | 9.728  | 29.195 | 0,6%    | 24,8%   | 74,5%   |
| 1920 | 217    | 16.253 | 22.353 | 0,6%    | 41,9%   | 57,6%   |
| 1930 | 155    | 21.575 | 18.053 | 0,4%    | 54,2%   | 45,4%   |
| 1947 | 116    | 35.726 | 2.321  | 0,3%    | 93,6%   | 6,1%    |

### Aarlen
Gekende talen
|      | Aantal   | Aantal  | Aantal   | Aantal  | Aantal   | Aantal  | Aantal       | Aantal       | Aandeel  | Aandeel | Aandeel  | Aandeel | Aandeel  | Aandeel | Aandeel      |
| Jaar | enkel nl | fr & nl | enkel fr | de & fr | enkel de | de & nl | de & fr & nl | enkel andere | enkel nl | fr & nl | enkel fr | de & fr | enkel de | de & nl | de & fr & nl |
| ---- | -------- | ------- | -------- | ------- | -------- | ------- | ------------ | ------------ | -------- | ------- | -------- | ------- | -------- | ------- | ------------ |
| 1846 | 297      |         | 891      |         | 4.217    |         |              |              | 5,5%     |         | 16,5%    |         | 78,0%    |         |              |
| 1866 | 54       | 104     | 591      | 2.622   | 1.994    | 14      | 46           | 0            | 1,0%     | 1,9%    | 10,9%    | 48,3%   | 36,8%    | 0,3%    | 0,8%         |
| 1880 | 31       | 148     | 1.047    | 2.899   | 2.593    | 0       | 42           | 0            | 0,5%     | 2,2%    | 15,5%    | 42,9%   | 38,4%    | 0,0%    | 0,6%         |
| 1890 | 5        | 126     | 1.501    | 4.161   | 2.002    | 5       | 229          | 0            | 0,1%     | 1,6%    | 18,7%    | 51,8%   | 24,9%    | 0,1%    | 2,9%         |
| 1900 | 99       | 242     | 1.919    | 6.055   | 1.059    | 2       | 179          | 489          | 1,0%     | 2,5%    | 20,1%    | 63,4%   | 11,1%    | 0,0%    | 1,9%         |
| 1910 | 91       | 351     | 2.684    | 6.747   | 1.552    | 4       | 141          | 442          | 0,8%     | 3,0%    | 23,2%    | 58,3%   | 13,4%    | 0,0%    | 1,2%         |
| 1920 | 51       | 285     | 4.522    | 5.159   | 572      | 0       | 209          | 404          | 0,5%     | 2,6%    | 41,9%    | 47,8%   | 5,3%     | 0,0%    | 1,9%         |
| 1930 | 20       | 263     | 6.831    | 3.366   | 320      | 2       | 212          | 373          | 0,2%     | 2,4%    | 62,0%    | 30,6%   | 2,9%     | 0,0%    | 1,9%         |
| 1947 | 5        | 387     | 8.710    | 1.268   | 31       | 1       | 395          | 383          | 0,0%     | 3,6%    | 80,7%    | 11,7%   | 0,3%     | 0,0%    | 3,7%         |

Taal die meestal of uitsluitend gesproken wordt.
|      | Aantal | Aantal | Aantal | Aandeel | Aandeel | Aandeel |
| Jaar | nl     | fr     | de     | nl      | fr      | de      |
| ---- | ------ | ------ | ------ | ------- | ------- | ------- |
| 1910 | 165    | 3.568  | 7.837  | 1,4%    | 30,8%   | 67,7%   |
| 1920 | 130    | 7.502  | 3.166  | 1,2%    | 69,5%   | 29,3%   |
| 1930 | 84     | 9.398  | 1.532  | 0,8%    | 85,3%   | 13,9%   |
| 1947 | 55     | 10.629 | 80     | 0,5%    | 98,7%   | 0,7%    |

### Athus
Gekende talen
|      | Aantal   | Aantal  | Aantal   | Aantal  | Aantal   | Aantal  | Aantal       | Aantal       | Aandeel  | Aandeel | Aandeel  | Aandeel | Aandeel  | Aandeel | Aandeel      |
| Jaar | enkel nl | fr & nl | enkel fr | de & fr | enkel de | de & nl | de & fr & nl | enkel andere | enkel nl | fr & nl | enkel fr | de & fr | enkel de | de & nl | de & fr & nl |
| ---- | -------- | ------- | -------- | ------- | -------- | ------- | ------------ | ------------ | -------- | ------- | -------- | ------- | -------- | ------- | ------------ |
| 1846 |          |         |          |         |          |         |              |              |          |         |          |         |          |         |              |
| 1866 |          |         |          |         |          |         |              |              |          |         |          |         |          |         |              |
| 1880 | 314      | 0       | 388      | 365     | 0        | 0       | 4            | 5            | 29,3%    | 0       | 36,2%    | 34,1%   | 0,0%     | 0,0%    | 0,4%         |
| 1890 | 0        | 10      | 420      | 814     | 363      | 0       | 4            | 0            | 0,0%     | 0,6%    | 26,1%    | 50,5%   | 22,5%    | 0,0%    | 0,2%         |
| 1900 | 3        | 15      | 732      | 1.440   | 265      | 1       | 6            | 156          | 0,1%     | 0,6%    | 29,7%    | 58,5%   | 10,8%    | 0,0%    | 0,2%         |
| 1910 | 15       | 22      | 1.031    | 1.382   | 665      | 0       | 6            | 250          | 0,5%     | 0,7%    | 33,0%    | 44,3%   | 21,3%    | 0,0%    | 0,2%         |
| 1920 | 31       | 49      | 2.042    | 1.501   | 231      | 0       | 25           | 167          | 0,8%     | 1,3%    | 52,6%    | 38,7%   | 6,0%     | 0,0%    | 0,6%         |
| 1930 | 11       | 83      | 2.933    | 1.841   | 211      | 1       | 18           | 305          | 0,2%     | 1,6%    | 57,5%    | 36,1%   | 4,1%     | 0,0%    | 0,4%         |
| 1947 | 3        | 109     | 4.178    | 907     | 27       | 0       | 129          | 197          | 0,1%     | 2,0%    | 78,0%    | 16,9%   | 0,5%     | 0,0%    | 2,4%         |

Taal die meestal of uitsluitend gesproken wordt.
|      | Aantal | Aantal | Aantal | Aandeel | Aandeel | Aandeel |
| Jaar | nl     | fr     | de     | nl      | fr      | de      |
| ---- | ------ | ------ | ------ | ------- | ------- | ------- |
| 1910 | 41     | 1.543  | 1.537  | 1,3%    | 49,4%   | 49,2%   |
| 1920 | 55     | 2.670  | 1.154  | 1,4%    | 68,8%   | 29,7%   |
| 1930 | 32     | 3.821  | 1.245  | 0,6%    | 75,0%   | 24,4%   |
| 1947 | 12     | 5.219  | 81     | 0,2%    | 98,2%   | 1,5%    |

### Overige gemeenten van het arrondissement
Deze overige gemeenten (met minder dan 5.000 inwoners) vertegenwoordigden bij de eerste telling van 1846 ongeveer 79,8% van het totaal aantal inwoners van het arrondissement en bij de laatste telling van 1947 ongeveer 58,4%.
Gekende talen
|      | Aantal   | Aantal  | Aantal   | Aantal  | Aantal   | Aantal  | Aantal       | Aantal       | Aandeel  | Aandeel | Aandeel  | Aandeel | Aandeel  | Aandeel | Aandeel      |
| Jaar | enkel nl | fr & nl | enkel fr | de & fr | enkel de | de & nl | de & fr & nl | enkel andere | enkel nl | fr & nl | enkel fr | de & fr | enkel de | de & nl | de & fr & nl |
| ---- | -------- | ------- | -------- | ------- | -------- | ------- | ------------ | ------------ | -------- | ------- | -------- | ------- | -------- | ------- | ------------ |
| 1846 | 2        |         | 2.331    |         | 18.969   |         |              |              | 0,0%     |         | 10,9%    |         | 89,0%    |         |              |
| 1866 | 14       | 21      | 2.594    | 3.240   | 16.681   | 9       | 22           | 14           | 0,1%     | 0,1%    | 11,5%    | 14,3%   | 73,9%    | 0,0%    | 0,1%         |
| 1880 | 17       | 13      | 2.374    | 5.610   | 12.892   | 8       | 28           | 48           | 0,1%     | 0,1%    | 11,3%    | 26,8%   | 61,6%    | 0,0%    | 0,1%         |
| 1890 | 2        | 43      | 2.856    | 7.831   | 12.102   | 9       | 87           | 1            | 0,0%     | 0,2%    | 12,5%    | 34,2%   | 52,8%    | 0,0%    | 0,4%         |
| 1900 | 42       | 65      | 3.444    | 10.966  | 8.332    | 8       | 105          | 1.168        | 0,2%     | 0,3%    | 15,0%    | 47,8%   | 36,3%    | 0,0%    | 0,5%         |
| 1910 | 7        | 42      | 4.083    | 11.786  | 8.464    | 3       | 91           | 1.400        | 0,0%     | 0,2%    | 16,7%    | 48,2%   | 34,6%    | 0,0%    | 0,4%         |
| 1920 | 12       | 70      | 4.711    | 13.488  | 5.747    | 2       | 116          | 724          | 0,0%     | 0,3%    | 19,5%    | 55,9%   | 23,8%    | 0,0%    | 0,5%         |
| 1930 | 14       | 84      | 5.903    | 12.638  | 4.947    | 4       | 94           | 1.050        | 0,1%     | 0,4%    | 24,9%    | 53,4%   | 20,9%    | 0,0%    | 0,4%         |
| 1947 | 6        | 169     | 13.903   | 7.198   | 639      | 3       | 533          | 994          | 0,0%     | 0,8%    | 61,9%    | 32,1%   | 2,8%     | 0,0%    | 2,4%         |

Taal die meestal of uitsluitend gesproken wordt.
|      | Aantal | Aantal | Aantal | Aandeel | Aandeel | Aandeel |
| Jaar | nl     | fr     | de     | nl      | fr      | de      |
| ---- | ------ | ------ | ------ | ------- | ------- | ------- |
| 1910 | 38     | 4.617  | 19.821 | 0,2%    | 18,9%   | 81,0%   |
| 1920 | 32     | 6.081  | 18.033 | 0,1%    | 25,2%   | 74,7%   |
| 1930 | 39     | 8.356  | 15.276 | 0,2%    | 35,3%   | 64,5%   |
| 1947 | 49     | 19.878 | 2.160  | 0,2%    | 90,0%   | 9,8%    |

## Arrondissement Bastenaken
Gekende talen
|      | Aantal   | Aantal  | Aantal   | Aantal  | Aantal   | Aantal  | Aantal       | Aantal       | Aandeel  | Aandeel | Aandeel  | Aandeel | Aandeel  | Aandeel | Aandeel      |
| Jaar | enkel nl | fr & nl | enkel fr | de & fr | enkel de | de & nl | de & fr & nl | enkel andere | enkel nl | fr & nl | enkel fr | de & fr | enkel de | de & nl | de & fr & nl |
| ---- | -------- | ------- | -------- | ------- | -------- | ------- | ------------ | ------------ | -------- | ------- | -------- | ------- | -------- | ------- | ------------ |
| 1846 | 3        |         | 30.595   |         | 2.255    |         |              |              | 0,0%     |         | 93,1%    |         | 6,9%     |         |              |
| 1866 | 17       | 47      | 31.121   | 1.557   | 1.950    | 0       | 10           | 16           | 0,0%     | 0,1%    | 89,7%    | 4,5%    | 5,6%     | 0,0%    | 0,0%         |
| 1880 | 12       | 49      | 31.387   | 1.526   | 2.036    | 0       | 3            | 17           | 0,0%     | 0,1%    | 89,6%    | 4,4%    | 5,8%     | 0,0%    | 0,0%         |
| 1890 | 21       | 156     | 33.384   | 2.937   | 1.138    | 1       | 30           | 3            | 0,1%     | 0,4%    | 88,6%    | 7,8%    | 3,0%     | 0,0%    | 0,1%         |
| 1900 | 0        | 166     | 34.074   | 2.278   | 1.196    | 24      | 32           | 1.925        | 0,0%     | 0,4%    | 90,2%    | 6,0%    | 3,2%     | 0,1%    | 0,1%         |
| 1910 | 13       | 186     | 37.273   | 2.645   | 745      | 1       | 60           | 2.103        | 0,0%     | 0,5%    | 91,1%    | 6,5%    | 1,8%     | 0,0%    | 0,1%         |
| 1920 | 30       | 167     | 37.807   | 2.148   | 593      | 0       | 48           | 1.880        | 0,1%     | 0,4%    | 92,7%    | 5,3%    | 1,5%     | 0,0%    | 0,1%         |
| 1930 | 19       | 228     | 36.006   | 1.999   | 269      | 1       | 30           | 1.625        | 0,0%     | 0,6%    | 93,4%    | 5,2%    | 0,7%     | 0,0%    | 0,1%         |
| 1947 | 46       | 444     | 34.466   | 1.128   | 83       | 1       | 230          | 1.562        | 0,1%     | 1,2%    | 94,7%    | 3,1%    | 0,2%     | 0,0%    | 0,6%         |

Taal die meestal of uitsluitend gesproken wordt.
|      | Aantal | Aantal | Aantal | Aandeel | Aandeel | Aandeel |
| Jaar | nl     | fr     | de     | nl      | fr      | de      |
| ---- | ------ | ------ | ------ | ------- | ------- | ------- |
| 1910 | 110    | 38.557 | 2.256  | 0,3%    | 94,2%   | 5,5%    |
| 1920 | 79     | 38.718 | 1.996  | 0,2%    | 94,9%   | 4,9%    |
| 1930 | 98     | 37.451 | 996    | 0,3%    | 97,2%   | 2,6%    |
| 1947 | 141    | 36.004 | 194    | 0,4%    | 99,1%   | 0,5%    |

### Bastenaken
Gekende talen
|      | Aantal   | Aantal  | Aantal   | Aantal  | Aantal   | Aantal  | Aantal       | Aantal       | Aandeel  | Aandeel | Aandeel  | Aandeel | Aandeel  | Aandeel | Aandeel      |
| Jaar | enkel nl | fr & nl | enkel fr | de & fr | enkel de | de & nl | de & fr & nl | enkel andere | enkel nl | fr & nl | enkel fr | de & fr | enkel de | de & nl | de & fr & nl |
| ---- | -------- | ------- | -------- | ------- | -------- | ------- | ------------ | ------------ | -------- | ------- | -------- | ------- | -------- | ------- | ------------ |
| 1846 | 0        |         | 2.480    |         | 0        |         |              |              | 0,0%     |         | 100,0%   |         | 0,0%     |         |              |
| 1866 | 1        | 7       | 2.544    | 114     | 6        | 0       | 2            | 0            | 0,0%     | 0,3%    | 95,1%    | 4,3%    | 0,2%     | 0,0%    | 0,1%         |
| 1880 | 1        | 8       | 2.550    | 68      | 58       | 0       | 0            | 1            | 0,0%     | 0,3%    | 95,0%    | 2,5%    | 2,2%     | 0,0%    | 0,0%         |
| 1890 | 0        | 8       | 3.085    | 159     | 6        | 0       | 3            | 0            | 0,0%     | 0,2%    | 94,6%    | 4,9%    | 0,2%     | 0,0%    | 0,1%         |
| 1900 | 0        | 10      | 3.131    | 104     | 11       | 24      | 4            | 162          | 0,0%     | 0,3%    | 95,3%    | 3,2%    | 0,3%     | 0,7%    | 0,1%         |
| 1910 | 3        | 41      | 3.492    | 171     | 11       | 0       | 8            | 169          | 0,1%     | 1,1%    | 93,7%    | 4,6%    | 0,3%     | 0,0%    | 0,2%         |
| 1920 | 1        | 40      | 3.796    | 93      | 11       | 0       | 3            | 137          | 0,0%     | 1,0%    | 96,2%    | 2,4%    | 0,3%     | 0,0%    | 0,1%         |
| 1930 | 0        | 25      | 3.765    | 54      | 0        | 0       | 4            | 157          | 0,0%     | 0,6%    | 97,8%    | 1,4%    | 0,0%     | 0,0%    | 0,1%         |
| 1947 | 5        | 114     | 4.350    | 113     | 1        | 0       | 56           | 224          | 0,1%     | 2,5%    | 93,8%    | 2,4%    | 0,0%     | 0,0%    | 1,2%         |

Taal die meestal of uitsluitend gesproken wordt.
|      | Aantal | Aantal | Aantal | Aandeel | Aandeel | Aandeel |
| Jaar | nl     | fr     | de     | nl      | fr      | de      |
| ---- | ------ | ------ | ------ | ------- | ------- | ------- |
| 1910 | 14     | 3.678  | 34     | 0,4%    | 98,7%   | 0,9%    |
| 1920 | 3      | 3.926  | 15     | 0,1%    | 99,5%   | 0,4%    |
| 1930 | 1      | 3.843  | 2      | 0,0%    | 99,9%   | 0,1%    |
| 1947 | 21     | 4.613  | 4      | 0,5%    | 99,5%   | 0,1%    |

### Overige gemeenten van het arrondissement
Deze overige gemeenten (met minder dan 5.000 inwoners) vertegenwoordigden bij de eerste telling van 1846 ongeveer 92,5% van het totaal aantal inwoners van het arrondissement en bij de laatste telling van 1947 ongeveer 87,2%.
Gekende talen
|      | Aantal   | Aantal  | Aantal   | Aantal  | Aantal   | Aantal  | Aantal       | Aantal       | Aandeel  | Aandeel | Aandeel  | Aandeel | Aandeel  | Aandeel | Aandeel      |
| Jaar | enkel nl | fr & nl | enkel fr | de & fr | enkel de | de & nl | de & fr & nl | enkel andere | enkel nl | fr & nl | enkel fr | de & fr | enkel de | de & nl | de & fr & nl |
| ---- | -------- | ------- | -------- | ------- | -------- | ------- | ------------ | ------------ | -------- | ------- | -------- | ------- | -------- | ------- | ------------ |
| 1846 | 3        |         | 28.115   |         | 2.255    |         |              |              | 0,0%     |         | 92,6%    |         | 7,4%     |         |              |
| 1866 | 16       | 40      | 28.577   | 1.443   | 1.944    | 0       | 8            | 16           | 0,0%     | 0,1%    | 89,2%    | 4,5%    | 6,1%     | 0,0%    | 0,0%         |
| 1880 | 11       | 41      | 28.837   | 1.458   | 1.978    | 0       | 3            | 16           | 0,0%     | 0,1%    | 89,2%    | 4,5%    | 6,1%     | 0,0%    | 0,0%         |
| 1890 | 21       | 148     | 30.289   | 2.778   | 1.132    | 1       | 27           | 3            | 0,1%     | 0,4%    | 88,1%    | 8,1%    | 3,3%     | 0,0%    | 0,1%         |
| 1900 | 0        | 156     | 30.943   | 2.174   | 1.185    | 0       | 28           | 1.763        | 0,0%     | 0,5%    | 89,7%    | 6,3%    | 3,4%     | 0,0%    | 0,1%         |
| 1910 | 10       | 145     | 33.781   | 2.474   | 734      | 1       | 52           | 1.934        | 0,0%     | 0,4%    | 90,8%    | 6,7%    | 2,0%     | 0,0%    | 0,1%         |
| 1920 | 29       | 127     | 34.011   | 2.055   | 582      | 0       | 45           | 1.743        | 0,1%     | 0,3%    | 92,3%    | 5,6%    | 0,8%     | 0,0%    | 0,1%         |
| 1930 | 19       | 203     | 32.241   | 1.945   | 269      | 1       | 26           | 1.468        | 0,1%     | 0,6%    | 92,9%    | 5,6%    | 0,8%     | 0,0%    | 0,1%         |
| 1947 | 41       | 330     | 30.116   | 1.015   | 82       | 1       | 174          | 1.338        | 0,1%     | 1,0%    | 94,8%    | 3,2%    | 0,3%     | 0,0%    | 0,5%         |

Taal die meestal of uitsluitend gesproken wordt.
|      | Aantal | Aantal | Aantal | Aandeel | Aandeel | Aandeel |
| Jaar | nl     | fr     | de     | nl      | fr      | de      |
| ---- | ------ | ------ | ------ | ------- | ------- | ------- |
| 1910 | 96     | 34.879 | 2.222  | 0,3%    | 93,8%   | 6,0%    |
| 1920 | 76     | 34.792 | 1.981  | 0,2%    | 94,4%   | 5,4%    |
| 1930 | 97     | 33.608 | 994    | 0,3%    | 96,9%   | 2,9%    |
| 1947 | 120    | 31.391 | 190    | 0,4%    | 99,0%   | 0,6%    |

## Arrondissement Marche-en-Famenne
Gekende talen
|      | Aantal   | Aantal  | Aantal   | Aantal  | Aantal   | Aantal  | Aantal       | Aantal       | Aandeel  | Aandeel | Aandeel  | Aandeel | Aandeel  | Aandeel | Aandeel      |
| Jaar | enkel nl | fr & nl | enkel fr | de & fr | enkel de | de & nl | de & fr & nl | enkel andere | enkel nl | fr & nl | enkel fr | de & fr | enkel de | de & nl | de & fr & nl |
| ---- | -------- | ------- | -------- | ------- | -------- | ------- | ------------ | ------------ | -------- | ------- | -------- | ------- | -------- | ------- | ------------ |
| 1846 | 16       |         | 37.585   |         | 67       |         |              |              | 0,0%     |         | 99,8%    |         | 0,2%     |         |              |
| 1866 | 29       | 69      | 43.060   | 155     | 22       | 1       | 1            | 35           | 0,1%     | 0,2%    | 99,4%    | 0,4%    | 0,1%     | 0,0%    | 0,0%         |
| 1880 | 1        | 75      | 42.164   | 167     | 11       | 0       | 8            | 9            | 0,0%     | 0,2%    | 99,4%    | 0,4%    | 0,0%     | 0,0%    | 0,0%         |
| 1890 | 2        | 129     | 43.943   | 262     | 23       | 6       | 38           | 3            | 0,0%     | 0,3%    | 99,0%    | 0,6%    | 0,1%     | 0,0%    | 0,1%         |
| 1900 | 7        | 150     | 41.865   | 233     | 5        | 0       | 32           | 1.900        | 0,0%     | 0,4%    | 99,0%    | 0,6%    | 0,0%     | 0,0%    | 0,1%         |
| 1910 | 0        | 166     | 42.241   | 195     | 5        | 2       | 23           | 1.771        | 0,0%     | 0,4%    | 99,1%    | 0,5%    | 0,0%     | 0,0%    | 0,1%         |
| 1920 | 18       | 167     | 41.185   | 92      | 6        | 0       | 22           | 1.604        | 0,0%     | 0,4%    | 99,3%    | 0,2%    | 0,0%     | 0,0%    | 0,1%         |
| 1930 | 2        | 298     | 40.101   | 80      | 8        | 0       | 41           | 1.638        | 0,0%     | 0,7%    | 98,9%    | 0,2%    | 0,0%     | 0,0%    | 0,1%         |
| 1947 | 65       | 782     | 38.020   | 219     | 18       | 1       | 265          | 1.504        | 0,2%     | 2,0%    | 96,6%    | 0,6%    | 0,0%     | 0,0%    | 0,7%         |

Taal die meestal of uitsluitend gesproken wordt.
|      | Aantal | Aantal | Aantal | Aandeel | Aandeel | Aandeel |
| Jaar | nl     | fr     | de     | nl      | fr      | de      |
| ---- | ------ | ------ | ------ | ------- | ------- | ------- |
| 1910 | 13     | 42.611 | 8      | 0,0%    | 100,0%  | 0,0%    |
| 1920 | 51     | 41.432 | 7      | 0,1%    | 99,9%   | 0,0%    |
| 1930 | 56     | 40.455 | 18     | 0,1%    | 99,8%   | 0,0%    |
| 1947 | 153    | 39.134 | 26     | 0,4%    | 99,5%   | 0,1%    |

### Marche-en-Famenne
Gekende talen
|      | Aantal   | Aantal  | Aantal   | Aantal  | Aantal   | Aantal  | Aantal       | Aantal       | Aandeel  | Aandeel | Aandeel  | Aandeel | Aandeel  | Aandeel | Aandeel      |
| Jaar | enkel nl | fr & nl | enkel fr | de & fr | enkel de | de & nl | de & fr & nl | enkel andere | enkel nl | fr & nl | enkel fr | de & fr | enkel de | de & nl | de & fr & nl |
| ---- | -------- | ------- | -------- | ------- | -------- | ------- | ------------ | ------------ | -------- | ------- | -------- | ------- | -------- | ------- | ------------ |
| 1846 | 10       |         | 1.912    |         | 11       |         |              |              | 0,5%     |         | 98,9%    |         | 0,6%     |         |              |
| 1866 | 1        | 11      | 2.585    | 13      | 0        | 0       | 1            | 2            | 0,0%     | 0,4%    | 99,0%    | 0,5%    | 0,0%     | 0,0%    | 0,0%         |
| 1880 | 0        | 23      | 2.866    | 37      | 0        | 0       | 2            | 0            | 0,0%     | 0,8%    | 97,9%    | 1,3%    | 0,0%     | 0,0%    | 0,1%         |
| 1890 | 0        | 40      | 3.363    | 51      | 2        | 0       | 15           | 0            | 0,0%     | 1,2%    | 96,9%    | 1,5%    | 0,1%     | 0,0%    | 0,4%         |
| 1900 | 1        | 54      | 3.301    | 26      | 0        | 0       | 12           | 156          | 0,0%     | 1,6%    | 97,3%    | 0,8%    | 0,0%     | 0,0%    | 0,4%         |
| 1910 | 0        | 54      | 3.421    | 53      | 2        | 0       | 10           | 150          | 0,0%     | 1,5%    | 96,6%    | 1,5%    | 0,1%     | 0,0%    | 0,3%         |
| 1920 | 1        | 43      | 3.640    | 18      | 1        | 0       | 4            | 106          | 0,0%     | 1,2%    | 98,2%    | 0,5%    | 0,0%     | 0,0%    | 0,1%         |
| 1930 | 0        | 53      | 3.613    | 23      | 0        | 0       | 9            | 129          | 0,0%     | 1,4%    | 97,7%    | 0,6%    | 0,0%     | 0,0%    | 0,2%         |
| 1947 | 4        | 138     | 3.803    | 47      | 1        | 0       | 60           | 149          | 0,1%     | 3,4%    | 93,8%    | 1,2%    | 0,0%     | 0,0%    | 1,5%         |

Taal die meestal of uitsluitend gesproken wordt.
|      | Aantal | Aantal | Aantal | Aandeel | Aandeel | Aandeel |
| Jaar | nl     | fr     | de     | nl      | fr      | de      |
| ---- | ------ | ------ | ------ | ------- | ------- | ------- |
| 1910 | 3      | 3.532  | 5      | 0,1%    | 99,8%   | 0,1%    |
| 1920 | 8      | 3.698  | 1      | 0,2%    | 99,8%   | 0,0%    |
| 1930 | 7      | 3.690  | 1      | 0,2%    | 99,8%   | 0,0%    |
| 1947 | 9      | 4.037  | 2      | 0,2%    | 99,7%   | 0,0%    |

### Overige gemeenten van het arrondissement
Deze overige gemeenten (met minder dan 5.000 inwoners) vertegenwoordigden bij de eerste telling van 1846 ongeveer 94,9% van het totaal aantal inwoners van het arrondissement en bij de laatste telling van 1947 ongeveer 89,7%.
Gekende talen
|      | Aantal   | Aantal  | Aantal   | Aantal  | Aantal   | Aantal  | Aantal       | Aantal       | Aandeel  | Aandeel | Aandeel  | Aandeel | Aandeel  | Aandeel | Aandeel      |
| Jaar | enkel nl | fr & nl | enkel fr | de & fr | enkel de | de & nl | de & fr & nl | enkel andere | enkel nl | fr & nl | enkel fr | de & fr | enkel de | de & nl | de & fr & nl |
| ---- | -------- | ------- | -------- | ------- | -------- | ------- | ------------ | ------------ | -------- | ------- | -------- | ------- | -------- | ------- | ------------ |
| 1846 | 6        |         | 35.673   |         | 56       |         |              |              | 0,0%     |         | 99,8%    |         | 0,2%     |         |              |
| 1866 | 28       | 58      | 40.475   | 142     | 22       | 1       | 0            | 33           | 0,1%     | 0,1%    | 99,4%    | 0,3%    | 0,1%     | 0,0%    | 0,0%         |
| 1880 | 1        | 52      | 39.298   | 130     | 11       | 0       | 6            | 9            | 0,0%     | 0,1%    | 99,5%    | 0,3%    | 0,0%     | 0,0%    | 0,0%         |
| 1890 | 2        | 89      | 40.580   | 211     | 21       | 6       | 23           | 3            | 0,0%     | 0,2%    | 99,1%    | 0,5%    | 0,1%     | 0,0%    | 0,1%         |
| 1900 | 6        | 96      | 38.564   | 207     | 5        | 0       | 0            | 20           | 0,0%     | 0,2%    | 99,1%    | 0,5%    | 0,0%     | 0,0%    | 0,1%         |
| 1910 | 0        | 112     | 38.820   | 142     | 3        | 2       | 13           | 1.621        | 0,0%     | 0,3%    | 99,3%    | 0,4%    | 0,0%     | 0,0%    | 0,0%         |
| 1920 | 17       | 124     | 37.545   | 74      | 5        | 0       | 18           | 1.498        | 0,0%     | 0,3%    | 99,4%    | 0,2%    | 0,0%     | 0,0%    | 0,0%         |
| 1930 | 2        | 245     | 36.488   | 57      | 8        | 0       | 32           | 1.509        | 0,0%     | 0,7%    | 99,1%    | 0,2%    | 0,0%     | 0,0%    | 0,1%         |
| 1947 | 61       | 644     | 34.217   | 172     | 17       | 1       | 205          | 1.355        | 0,2%     | 1,8%    | 96,9%    | 0,5%    | 0,0%     | 0,0%    | 0,6%         |

Taal die meestal of uitsluitend gesproken wordt.
|      | Aantal | Aantal | Aantal | Aandeel | Aandeel | Aandeel |
| Jaar | nl     | fr     | de     | nl      | fr      | de      |
| ---- | ------ | ------ | ------ | ------- | ------- | ------- |
| 1910 | 10     | 39.079 | 3      | 0,0%    | 100,0%  | 0,0%    |
| 1920 | 43     | 37.734 | 6      | 0,1%    | 99,9%   | 0,0%    |
| 1930 | 49     | 36.765 | 17     | 0,1%    | 99,8%   | 0,0%    |
| 1947 | 144    | 35.097 | 24     | 0,4%    | 99,5%   | 0,1%    |

## Arrondissement Neufchâteau
Gekende talen
|      | Aantal   | Aantal  | Aantal   | Aantal  | Aantal   | Aantal  | Aantal       | Aantal       | Aandeel  | Aandeel | Aandeel  | Aandeel | Aandeel  | Aandeel | Aandeel      |
| Jaar | enkel nl | fr & nl | enkel fr | de & fr | enkel de | de & nl | de & fr & nl | enkel andere | enkel nl | fr & nl | enkel fr | de & fr | enkel de | de & nl | de & fr & nl |
| ---- | -------- | ------- | -------- | ------- | -------- | ------- | ------------ | ------------ | -------- | ------- | -------- | ------- | -------- | ------- | ------------ |
| 1846 | 343      |         | 46.349   |         | 125      |         |              |              | 0,7%     |         | 99,0%    |         | 0,3%     |         |              |
| 1866 | 59       | 158     | 49.862   | 394     | 57       | 0       | 2            | 73           | 0,1%     | 0,3%    | 98,7%    | 0,8%    | 0,1%     | 0,0%    | 0,0%         |
| 1880 | 40       | 156     | 49.801   | 382     | 38       | 12      | 15           | 30           | 0,1%     | 0,3%    | 98,7%    | 0,8%    | 0,1%     | 0,0%    | 0,0%         |
| 1890 | 24       | 246     | 52.626   | 568     | 33       | 6       | 26           | 13           | 0,0%     | 0,5%    | 98,3%    | 1,1%    | 0,1%     | 0,0%    | 0,0%         |
| 1900 | 15       | 315     | 51.713   | 563     | 16       | 11      | 80           | 2.654        | 0,0%     | 0,6%    | 98,1%    | 1,1%    | 0,0%     | 0,0%    | 0,2%         |
| 1910 | 11       | 464     | 55.229   | 470     | 17       | 6       | 41           | 2.689        | 0,0%     | 0,8%    | 98,2%    | 0,8%    | 0,0%     | 0,0%    | 0,1%         |
| 1920 | 20       | 333     | 53.790   | 302     | 15       | 3       | 32           | 2.283        | 0,0%     | 0,6%    | 98,7%    | 0,6%    | 0,0%     | 0,0%    | 0,1%         |
| 1930 | 9        | 232     | 53.139   | 200     | 4        | 0       | 31           | 2.134        | 0,0%     | 0,4%    | 99,1%    | 0,4%    | 0,0%     | 0,0%    | 0,1%         |
| 1947 | 79       | 825     | 50.908   | 402     | 18       | 6       | 292          | 2.062        | 0,2%     | 1,6%    | 96,9%    | 0,8%    | 0,0%     | 0,0%    | 0,6%         |

Taal die meestal of uitsluitend gesproken wordt.
|      | Aantal | Aantal | Aantal | Aandeel | Aandeel | Aandeel |
| Jaar | nl     | fr     | de     | nl      | fr      | de      |
| ---- | ------ | ------ | ------ | ------- | ------- | ------- |
| 1910 | 116    | 56.073 | 49     | 0,2%    | 99,7%   | 0,1%    |
| 1920 | 63     | 54.402 | 30     | 0,1%    | 99,8%   | 0,1%    |
| 1930 | 22     | 53.587 | 6      | 0,0%    | 99,9%   | 0,0%    |
| 1947 | 160    | 52.281 | 27     | 0,3%    | 99,6%   | 0,1%    |

### Neufchâteau
Gekende talen
|      | Aantal   | Aantal  | Aantal   | Aantal  | Aantal   | Aantal  | Aantal       | Aantal       | Aandeel  | Aandeel | Aandeel  | Aandeel | Aandeel  | Aandeel | Aandeel      |
| Jaar | enkel nl | fr & nl | enkel fr | de & fr | enkel de | de & nl | de & fr & nl | enkel andere | enkel nl | fr & nl | enkel fr | de & fr | enkel de | de & nl | de & fr & nl |
| ---- | -------- | ------- | -------- | ------- | -------- | ------- | ------------ | ------------ | -------- | ------- | -------- | ------- | -------- | ------- | ------------ |
| 1846 | 1        |         | 1.712    |         | 38       |         |              |              | 0,1%     |         | 97,8%    |         | 2,2%     |         |              |
| 1866 | 0        | 8       | 1.739    | 69      | 1        | 0       | 2            | 1            | 0,0%     | 0,4%    | 95,6%    | 3,8%    | 0,1%     | 0,0%    | 0,1%         |
| 1880 | 0        | 11      | 1.842    | 46      | 0        | 0       | 1            | 0            | 0,0%     | 0,6%    | 96,9%    | 2,4%    | 0,0%     | 0,0%    | 0,1%         |
| 1890 | 0        | 20      | 1.957    | 82      | 2        | 0       | 9            | 0            | 0,0%     | 1,0%    | 94,5%    | 4,0%    | 0,1%     | 0,0%    | 0,4%         |
| 1900 | 0        | 12      | 2.074    | 69      | 0        | 0       | 2            | 110          | 0,0%     | 0,6%    | 96,2%    | 3,2%    | 0,0%     | 0,0%    | 0,1%         |
| 1910 | 2        | 16      | 2.327    | 86      | 1        | 0       | 1            | 145          | 0,1%     | 0,7%    | 95,6%    | 3,5%    | 0,0%     | 0,0%    | 0,0%         |
| 1920 | 1        | 9       | 2.329    | 36      | 0        | 0       | 4            | 102          | 0,0%     | 0,4%    | 97,9%    | 1,5%    | 0,0%     | 0,0%    | 0,2%         |
| 1930 | 0        | 13      | 2.307    | 20      | 0        | 0       | 11           | 83           | 0,0%     | 0,6%    | 98,1%    | 0,9%    | 0,0%     | 0,0%    | 0,5%         |
| 1947 | 5        | 49      | 2.361    | 34      | 2        | 0       | 42           | 86           | 0,2%     | 2,0%    | 94,7%    | 1,4%    | 0,1%     | 0,0%    | 0,7%         |

Taal die meestal of uitsluitend gesproken wordt.
|      | Aantal | Aantal | Aantal | Aandeel | Aandeel | Aandeel |
| Jaar | nl     | fr     | de     | nl      | fr      | de      |
| ---- | ------ | ------ | ------ | ------- | ------- | ------- |
| 1910 | 2      | 2.426  | 5      | 0,1%    | 99,7%   | 0,2%    |
| 1920 | 1      | 2.377  | 1      | 0,0%    | 99,9%   | 0,0%    |
| 1930 | 0      | 2.351  | 0      | 0,0%    | 100,0%  | 0,0%    |
| 1947 | 5      | 2.486  | 2      | 0,2%    | 99,7%   | 0,1%    |

### Overige gemeenten van het arrondissement
Deze overige gemeenten (met minder dan 5.000 inwoners) vertegenwoordigden bij de eerste telling van 1846 ongeveer 96,3% van het totaal aantal inwoners van het arrondissement en bij de laatste telling van 1947 ongeveer 95,3%.
Gekende talen
|      | Aantal   | Aantal  | Aantal   | Aantal  | Aantal   | Aantal  | Aantal       | Aantal       | Aandeel  | Aandeel | Aandeel  | Aandeel | Aandeel  | Aandeel | Aandeel      |
| Jaar | enkel nl | fr & nl | enkel fr | de & fr | enkel de | de & nl | de & fr & nl | enkel andere | enkel nl | fr & nl | enkel fr | de & fr | enkel de | de & nl | de & fr & nl |
| ---- | -------- | ------- | -------- | ------- | -------- | ------- | ------------ | ------------ | -------- | ------- | -------- | ------- | -------- | ------- | ------------ |
| 1846 | 342      |         | 44.637   |         | 87       |         |              |              | 0,8%     |         | 99,0%    |         | 0,2%     |         |              |
| 1866 | 59       | 150     | 48.123   | 325     | 56       | 0       | 0            | 72           | 0,1%     | 0,3%    | 98,8%    | 0,7%    | 0,1%     | 0,0%    | 0,0%         |
| 1880 | 40       | 145     | 47.959   | 336     | 38       | 12      | 14           | 30           | 0,1%     | 0,3%    | 98,8%    | 0,7%    | 0,1%     | 0,0%    | 0,0%         |
| 1890 | 24       | 226     | 50.669   | 486     | 31       | 6       | 17           | 13           | 0,0%     | 0,4%    | 98,5%    | 0,9%    | 0,1%     | 0,0%    | 0,0%         |
| 1900 | 15       | 303     | 49.639   | 494     | 16       | 11      | 78           | 2.544        | 0,0%     | 0,6%    | 98,2%    | 1,0%    | 0,0%     | 0,0%    | 0,2%         |
| 1910 | 9        | 448     | 52.902   | 384     | 16       | 6       | 40           | 2.544        | 0,0%     | 0,8%    | 98,3%    | 0,7%    | 0,0%     | 0,0%    | 0,1%         |
| 1920 | 19       | 324     | 51.461   | 266     | 15       | 3       | 28           | 2.181        | 0,0%     | 0,6%    | 98,7%    | 0,5%    | 0,0%     | 0,0%    | 0,1%         |
| 1930 | 9        | 219     | 50.832   | 180     | 4        | 0       | 20           | 2.051        | 0,0%     | 0,4%    | 99,2%    | 0,4%    | 0,0%     | 0,0%    | 0,0%         |
| 1947 | 74       | 776     | 48.547   | 368     | 16       | 6       | 250          | 1.976        | 0,1%     | 1,6%    | 97,0%    | 0,7%    | 0,0%     | 0,0%    | 0,5%         |

Taal die meestal of uitsluitend gesproken wordt.
|      | Aantal | Aantal | Aantal | Aandeel | Aandeel | Aandeel |
| Jaar | nl     | fr     | de     | nl      | fr      | de      |
| ---- | ------ | ------ | ------ | ------- | ------- | ------- |
| 1910 | 114    | 53.647 | 44     | 0,2%    | 99,7%   | 0,1%    |
| 1920 | 62     | 52.025 | 29     | 0,1%    | 99,8%   | 0,1%    |
| 1930 | 22     | 51.236 | 6      | 0,0%    | 99,9%   | 0,0%    |
| 1947 | 155    | 49.795 | 25     | 0,3%    | 99,6%   | 0,1%    |

## Arrondissement Virton
Gekende talen
|      | Aantal   | Aantal  | Aantal   | Aantal  | Aantal   | Aantal  | Aantal       | Aantal       | Aandeel  | Aandeel | Aandeel  | Aandeel | Aandeel  | Aandeel | Aandeel      |
| Jaar | enkel nl | fr & nl | enkel fr | de & fr | enkel de | de & nl | de & fr & nl | enkel andere | enkel nl | fr & nl | enkel fr | de & fr | enkel de | de & nl | de & fr & nl |
| ---- | -------- | ------- | -------- | ------- | -------- | ------- | ------------ | ------------ | -------- | ------- | -------- | ------- | -------- | ------- | ------------ |
| 1846 | 25       |         | 42.047   |         | 171      |         |              |              | 0,1%     |         | 99,5%    |         | 0,4%     |         |              |
| 1866 | 11       | 62      | 42.232   | 749     | 58       | 1       | 14           | 30           | 0,0%     | 0,1%    | 97,9%    | 1,7%    | 0,1%     | 0,0%    | 0,0%         |
| 1880 | 1        | 59      | 40.967   | 875     | 77       | 0       | 5            | 8            | 0,0%     | 0,1%    | 97,6%    | 2,1%    | 0,2%     | 0,0%    | 0,0%         |
| 1890 | 0        | 78      | 42.217   | 1.081   | 21       | 1       | 96           | 6            | 0,0%     | 0,2%    | 97,1%    | 2,5%    | 0,0%     | 0,0%    | 0,2%         |
| 1900 | 1        | 105     | 40.345   | 935     | 26       | 1       | 30           | 1.721        | 0,0%     | 0,3%    | 97,4%    | 2,3%    | 0,1%     | 0,0%    | 0,1%         |
| 1910 | 16       | 162     | 40.677   | 874     | 39       | 16      | 29           | 1.787        | 0,0%     | 0,4%    | 97,3%    | 2,1%    | 0,1%     | 0,0%    | 0,1%         |
| 1920 | 8        | 106     | 39.121   | 472     | 3        | 0       | 42           | 1.324        | 0,0%     | 0,3%    | 98,4%    | 1,2%    | 0,0%     | 0,0%    | 0,1%         |
| 1930 | 9        | 194     | 39.002   | 523     | 6        | 1       | 43           | 1.524        | 0,0%     | 0,5%    | 98,0%    | 1,3%    | 0,0%     | 0,0%    | 0,1%         |
| 1947 | 14       | 607     | 36.957   | 589     | 9        | 14      | 275          | 1.412        | 0,0%     | 1,6%    | 96,1%    | 1,5%    | 0,0%     | 0,0%    | 0,7%         |

Taal die meestal of uitsluitend gesproken wordt.
|      | Aantal | Aantal | Aantal | Aandeel | Aandeel | Aandeel |
| Jaar | nl     | fr     | de     | nl      | fr      | de      |
| ---- | ------ | ------ | ------ | ------- | ------- | ------- |
| 1910 | 51     | 41.658 | 104    | 0,1%    | 99,6%   | 0,2%    |
| 1920 | 34     | 39.695 | 23     | 0,1%    | 99,9%   | 0,1%    |
| 1930 | 35     | 39.707 | 35     | 0,1%    | 99,8%   | 0,1%    |
| 1947 | 60     | 38.340 | 24     | 0,2%    | 99,8%   | 0,1%    |

### Virton
Gekende talen
|      | Aantal   | Aantal  | Aantal   | Aantal  | Aantal   | Aantal  | Aantal       | Aantal       | Aandeel  | Aandeel | Aandeel  | Aandeel | Aandeel  | Aandeel | Aandeel      |
| Jaar | enkel nl | fr & nl | enkel fr | de & fr | enkel de | de & nl | de & fr & nl | enkel andere | enkel nl | fr & nl | enkel fr | de & fr | enkel de | de & nl | de & fr & nl |
| ---- | -------- | ------- | -------- | ------- | -------- | ------- | ------------ | ------------ | -------- | ------- | -------- | ------- | -------- | ------- | ------------ |
| 1846 | 0        |         | 1.933    |         | 0        |         |              |              | 0,0%     |         | 100,0%   |         | 0,0%     |         |              |
| 1866 | 0        | 7       | 2.074    | 70      | 2        | 1       | 5            | 0            | 0,0%     | 0,3%    | 96,1%    | 3,2%    | 0,1%     | 0,0%    | 0,2%         |
| 1880 | 0        | 7       | 2.067    | 115     | 0        | 0       | 4            | 0            | 0,0%     | 0,3%    | 94,3%    | 5,2%    | 0,0%     | 0,0%    | 0,2%         |
| 1890 | 0        | 8       | 2.314    | 81      | 10       | 0       | 5            | 0            | 0,0%     | 0,3%    | 95,7%    | 3,3%    | 0,4%     | 0,0%    | 0,2%         |
| 1900 | 0        | 7       | 2.368    | 1       | 0        | 0       | 0            | 103          | 0,0%     | 0,3%    | 97,0%    | 2,4%    | 0,0%     | 0,0%    | 0,3%         |
| 1910 | 1        | 33      | 2.542    | 98      | 4        | 0       | 9            | 132          | 0,0%     | 1,2%    | 94,6%    | 3,6%    | 0,1%     | 0,0%    | 0,3%         |
| 1920 | 0        | 19      | 2.821    | 62      | 0        | 0       | 12           | 104          | 0,0%     | 0,7%    | 96,8%    | 2,1%    | 0,0%     | 0,0%    | 0,4%         |
| 1930 | 0        | 45      | 2.826    | 73      | 0        | 1       | 22           | 101          | 0,0%     | 1,5%    | 95,2%    | 2,5%    | 0,0%     | 0,0%    | 0,7%         |
| 1947 | 0        | 59      | 2.754    | 77      | 0        | 0       | 52           | 89           | 0,0%     | 2,0%    | 93,6%    | 2,6%    | 0,0%     | 0,0%    | 1,8%         |

Taal die meestal of uitsluitend gesproken wordt.
|      | Aantal | Aantal | Aantal | Aandeel | Aandeel | Aandeel |
| Jaar | nl     | fr     | de     | nl      | fr      | de      |
| ---- | ------ | ------ | ------ | ------- | ------- | ------- |
| 1910 | 6      | 2.672  | 9      | 0,2%    | 99,4%   | 0,3%    |
| 1920 | 3      | 2.903  | 8      | 0,1%    | 99,6%   | 0,3%    |
| 1930 | 12     | 2.948  | 7      | 0,4%    | 99,4%   | 0,2%    |
| 1947 | 3      | 2.934  | 1      | 0,1%    | 99,9%   | 0,0%    |

### Overige gemeenten van het arrondissement
Deze overige gemeenten (met minder dan 5.000 inwoners) vertegenwoordigden bij de eerste telling van 1846 ongeveer 95% van het totaal aantal inwoners van het arrondissement en bij de laatste telling van 1947 ongeveer 92%.
Gekende talen
|      | Aantal   | Aantal  | Aantal   | Aantal  | Aantal   | Aantal  | Aantal       | Aantal       | Aandeel  | Aandeel | Aandeel  | Aandeel | Aandeel  | Aandeel | Aandeel      |
| Jaar | enkel nl | fr & nl | enkel fr | de & fr | enkel de | de & nl | de & fr & nl | enkel andere | enkel nl | fr & nl | enkel fr | de & fr | enkel de | de & nl | de & fr & nl |
| ---- | -------- | ------- | -------- | ------- | -------- | ------- | ------------ | ------------ | -------- | ------- | -------- | ------- | -------- | ------- | ------------ |
| 1846 | 25       |         | 40.114   |         | 171      |         |              |              | 0,1%     |         | 99,5%    |         | 0,4%     |         |              |
| 1866 | 11       | 55      | 40.158   | 679     | 56       | 0       | 9            | 30           | 0,0%     | 0,1%    | 98,0%    | 1,7%    | 0,1%     | 0,0%    | 0,0%         |
| 1880 | 1        | 52      | 38.900   | 760     | 77       | 0       | 1            | 8            | 0,0%     | 0,1%    | 97,8%    | 1,9%    | 0,2%     | 0,0%    | 0,0%         |
| 1890 | 0        | 70      | 39.903   | 1.000   | 11       | 1       | 91           | 6            | 0,0%     | 0,2%    | 97,1%    | 2,4%    | 0,0%     | 0,0%    | 0,2%         |
| 1900 | 1        | 98      | 37.977   | 934     | 26       | 1       | 30           | 1.618        | 0,0%     | 0,3%    | 97,2%    | 2,4%    | 0,1%     | 0,0%    | 0,1%         |
| 1910 | 15       | 129     | 38.135   | 776     | 35       | 16      | 20           | 1.655        | 0,0%     | 0,3%    | 97,5%    | 2,0%    | 0,1%     | 0,0%    | 0,1%         |
| 1920 | 8        | 87      | 36.300   | 410     | 3        | 0       | 30           | 1.220        | 0,0%     | 0,2%    | 98,5%    | 1,1%    | 0,0%     | 0,0%    | 0,1%         |
| 1930 | 9        | 149     | 36.176   | 450     | 6        | 0       | 21           | 1.423        | 0,0%     | 0,4%    | 98,3%    | 1,2%    | 0,0%     | 0,0%    | 0,1%         |
| 1947 | 14       | 548     | 34.203   | 512     | 9        | 14      | 223          | 1.323        | 0,0%     | 1,5%    | 96,3%    | 1,4%    | 0,0%     | 0,0%    | 0,6%         |

Taal die meestal of uitsluitend gesproken wordt.
|      | Aantal | Aantal | Aantal | Aandeel | Aandeel | Aandeel |
| Jaar | nl     | fr     | de     | nl      | fr      | de      |
| ---- | ------ | ------ | ------ | ------- | ------- | ------- |
| 1910 | 45     | 38.986 | 95     | 0,1%    | 99,6%   | 0,2%    |
| 1920 | 31     | 36.792 | 15     | 0,1%    | 99,9%   | 0,0%    |
| 1930 | 23     | 36.759 | 28     | 0,1%    | 99,9%   | 0,1%    |
| 1947 | 57     | 35.406 | 23     | 0,2%    | 99,8%   | 0,1%    |